# 木村靖彦
木村 靖彦（きむら やすひこ、男性、1971年1月16日 - ）は、日本の空手家（極真連合会五段）。東京都出身、埼玉県在住。一般社団法人極真会館（全日本極真連合会）埼玉県木村道場の代表。

## 人物
東京都葛飾区出身。
180cm、90kgという恵まれた体格と強靭な体力から、突きと蹴りを繰り出す。また、12年の柔道経験がある事でも知られている（段位は弐段）。好きな食べ物は焼肉。数々の名勝負を繰り広げた木山仁とはライバルでもあり親友でもある。
家族は妻と女の子と男の子の4人家族（2017年現在）。
10年間のサラリーマン生活を経て空手に専念。全日本大会準優勝、全世界大会6位等の実績を残す。

## 略歴
- 2007年5月、本部直轄浅草道場職員から草加道場責任者となる。
- 2008年12月、極真会館（松井派）から自主退会するが、のちに破門処分となる。
- 2009年1月、社団法人国際空手道連盟極真会館（全日本極真連合会）に加盟承認される。

## 主な戦歴（松井派主催）
- 第7回全世界空手道選手権大会　第6位
- 第8回全世界空手道選手権大会　第6位（第8回世界大会の対プレカノフ戦は、大会有数の名勝負で知られている）
- 第32回全日本空手道選手権大会　準優勝
- 第33回全日本空手道選手権大会　準優勝